# 229631 Cluny
229631 Cluny este o planetă minoră (asteroid) din centura de asteroizi. A fost descoperită pe 4 martie 2006 la Nogales de Jean-Claude Merlin⁠(d). 
Obiectul prezintă o orbită caracterizată de o semiaxă mare de 2,6231067221419 UAi, o excentricitate de 0,12, o înclinație de 13,3 ° în raport cu ecliptica.